# Lucien Berland
Lucien Berland, född den 14 maj 1888 i Ay, Marne, död den 18 augusti 1962 i Versailles, var en fransk araknolog och entomolog.
Auktorsnamnet Berland kan användas för Lucien Berland i samband med ett vetenskapligt namn inom zoologin; se Wikipedia-artiklar som länkar till auktorsnamnet.